# جي. بي تايلور
جي. بي تايلور (بالإنجليزية: G. P. Taylor)‏ هو مؤلف وكاتب للأطفال وكاتب بريطاني، ولد في 3 مايو 1958 في سكاربورو في المملكة المتحدة.

## وصلات خارجية
- الموقع الرسمي